# Scylaren
Scylaren (ang. scillaren) – lek nasercowy otrzymywany z cebuli morskiej, zawierającej glikozydy o silnym działaniu pobudzającym pracę mięśnia sercowego (inotropowo dodatnim), z których najważniejszym jest scylaren. Poza bezpośrednim wpływem na akcję serca scylaren oddziałuje podobnie również na mięśnie gładkie przewodu pokarmowego oraz macicy, a także moczopędnie na pracę nerek. Scylaren stosowany jest przy ostrej niewydolności układu krążenia. Często zastępuje się nim leki otrzymywane z naparstnicy – jest delikatniejszy w działaniu, które następuje znacznie szybciej po podaniu, choć jest krótkotrwałe. Scyalren nie jest kumulowany w organizmie.